# Джо Прімо
Джо Прімо (фр. Joe Primeau, нар. 29 січня 1906, Ліндсей — пом. 14 травня 1989, Торонто) — канадський хокеїст, що грав на позиції центрального нападника. Згодом — хокейний тренер.
Член Зали слави хокею з 1963 року. Володар Кубка Стенлі.

## Ігрова кар'єра
Хокейну кар'єру розпочав 1923 року.
Усю професійну клубну ігрову кар'єру, що тривала 10 років, провів, захищаючи кольори команди «Торонто Мейпл-Ліфс».
Загалом провів 348 матчів у НХЛ, включаючи 38 ігор плей-оф Кубка Стенлі.

## Тренерська робота
1950 року розпочав тренерську роботу в НХЛ. Робота обмежилась з командою «Торонто Мейпл-Ліфс».

## Нагороди та досягнення
- Володар Кубка Стенлі в складі «Торонто Мейпл-Ліфс» — 1932 (як гравець), 1951 (як тренер).
- Приз Леді Бінг — 1932.
- Друга команда всіх зірок НХЛ — 1934.

Входить до числа 100 найкращих гравців НХЛ за версією журналу The Hockey News під 92-м загальним номером.

## Статистика
| Сезон        | Клуб                         | Ліга         | Регулярний сезон | Регулярний сезон | Регулярний сезон | Регулярний сезон | Регулярний сезон | Плей-оф | Плей-оф | Плей-оф | Плей-оф | Плей-оф |
| Сезон        | Клуб                         | Ліга         | І                | Г                | П                | О                | ШХ               | І       | Г       | П       | О       | ШХ      |
| ------------ | ---------------------------- | ------------ | ---------------- | ---------------- | ---------------- | ---------------- | ---------------- | ------- | ------- | ------- | ------- | ------- |
| 1923–24      | «Торонто Сент Майклз Майорс» | ОХА          | 6                | 1                | 1                | 2                | —                | —       | —       | —       | —       | —       |
| 1924–25      | «Торонто Сент-Меріс»         | ОХА          | 8                | 7                | 3                | 10               | —                | —       | —       | —       | —       | —       |
| 1925–26      | «Торонто Сент-Меріс»         | ОХА          | 7                | 15               | 2                | 17               | 2                | 2       | 2       | 1       | 3       | —       |
| 1926–27      | «Торонто Мальборос»          | ОХА          | 10               | 11               | 3                | 14               | 4                | —       | —       | —       | —       | —       |
| 1927–28      | «Торонто Мейпл-Ліфс»         | НХЛ          | 2                | 0                | 0                | 0                | 0                | —       | —       | —       | —       | —       |
| 1927–28      | «Торонто Рейвінас»           | ЦПХЛ         | 41               | 26               | 13               | 39               | 36               | 2       | 1       | 0       | 1       | 0       |
| 1928–29      | «Торонто Мейпл-Ліфс»         | НХЛ          | 6                | 0                | 1                | 1                | 2                | —       | —       | —       | —       | —       |
| 1928–29      | «Лондон Пентерс»             | ЦПХЛ         | 35               | 12               | 10               | 22               | 16               | —       | —       | —       | —       | —       |
| 1929–30      | «Торонто Мейпл-Ліфс»         | НХЛ          | 43               | 5                | 21               | 26               | 22               | —       | —       | —       | —       | —       |
| 1930–31      | «Торонто Мейпл-Ліфс»         | НХЛ          | 38               | 9                | 32               | 41               | 18               | 2       | 0       | 0       | 0       | 0       |
| 1931–32      | «Торонто Мейпл-Ліфс»         | НХЛ          | 45               | 13               | 37               | 50               | 25               | 7       | 0       | 6       | 6       | 2       |
| 1932–33      | «Торонто Мейпл-Ліфс»         | НХЛ          | 48               | 11               | 21               | 32               | 4                | 8       | 0       | 1       | 1       | 4       |
| 1933–34      | «Торонто Мейпл-Ліфс»         | НХЛ          | 45               | 14               | 32               | 46               | 8                | 5       | 2       | 4       | 6       | 6       |
| 1934–35      | «Торонто Мейпл-Ліфс»         | НХЛ          | 37               | 10               | 20               | 30               | 16               | 7       | 0       | 3       | 3       | 0       |
| 1935–36      | «Торонто Мейпл-Ліфс»         | НХЛ          | 45               | 4                | 13               | 17               | 10               | 9       | 3       | 4       | 7       | 0       |
| Усього в НХЛ | Усього в НХЛ                 | Усього в НХЛ | 310              | 66               | 177              | 243              | 105              | 38      | 5       | 18      | 23      | 12      |

## Тренерська статистика
| Команда | Сезон   | Регулярний сезон | Регулярний сезон | Регулярний сезон | Регулярний сезон | Регулярний сезон | Регулярний сезон | Плей-оф                  |
| Команда | Сезон   | І                | В                | П                | Н                | О                | Результат        | Результат                |
| ------- | ------- | ---------------- | ---------------- | ---------------- | ---------------- | ---------------- | ---------------- | ------------------------ |
| ТОР     | 1950–51 | 70               | 41               | 16               | 13               | 95               | 2-е в НХЛ        | Здобули Кубок Стенлі     |
| ТОР     | 1951–52 | 70               | 29               | 25               | 16               | 74               | 3-тє в НХЛ       | програш у першому раунді |
| ТОР     | 1952–53 | 70               | 27               | 30               | 13               | 67               | 5-те в НХЛ       | не вийшли                |
| Усього  | Усього  | 210              | 87               | 71               | 42               |                  |                  |                          |